# Anton Lienert-Brown
Anton Russell Lienert-Brown (Christchurch, 15 de abril de 1995) es un jugador neozelandés de rugby que se desempeña como centro y juega en los Chiefs del Super Rugby. También es internacional con los All Blacks.

## Trayectoria deportiva
Debutó en la primera de los Chiefs en la temporada 2014 y contra los Bulls. Actualmente es el segundo centro titular.
Fue convocado a los All Blacks por primera vez en agosto de 2016 para enfrentar a los Wallabies (Rugby Championship) e integró el plantel que enfrentó a los British and Irish Lions, jugando los tres partidos de la histórica gira. Hasta el momento lleva 22 partidos jugados y 25 puntos marcados, productos de cinco tries.
Fue seleccionado por Steve Hansen para formar parte de los All Blacks en la Copa Mundial de Rugby de 2019 en Japón donde desplegaron un brillante juego en el que ganaron todos los partidos de la primera fase excepto el partido contra Italia que formaba parte de la última jornada de la primera fase,que no se disputó debido a la llegada a Japón del Tifón Hagibis.
En cuartos de final se enfrentaron a Irlanda, partido con cierto morbo porque el XV del trébol había sido el único que había sido capaz de vencer a los All Blacks en los últimos años. Sin embargo, Nueva Zelanda desplegó un gran juego y venció por un amplio resultado de 46-14.
En semifinales jugaron ante Inglaterra donde se formó cierta polémica debido a la formación utilizada en forma de uve por el XV de la rosa a la hora de recibir la haka de los All Blacks, el partido fue posiblemente el mejor que se pudo ver en todo el campeonato, donde vencieron los ingleses por el marcador de 19-7. Coles jugó 5 partidos siendo titular en dos de ellos antes, Sudáfrica en la fase de grupos y el partido por el tercer y cuarto puesto ante Gales.

Fue seleccionado por Steve Hansen para formar parte de los All Blacks en la Copa Mundial de Rugby de 2019 en Japón donde desplegaron un brillante juego en el que ganaron todos los partidos de la primera fase excepto el partido contra Italia que formaba parte de la última jornada de la primera fase,que no se disputó debido a la llegada a Japón del Tifón Hagibis.
En cuartos de final se enfrentaron a Irlanda, partido con cierto morbo porque el XV del trébol había sido el único que había sido capaz de vencer a los All Blacks en los últimos años. Sin embargo, Nueva Zelanda desplegó un gran juego y venció por un amplio resultado de 46-14.
En semifinales jugaron ante Inglaterra donde se formó cierta polémica debido a la formación utilizada en forma de uve por el XV de la rosa a la hora de recibir la haka de los All Blacks., el partido fue posiblemente el mejor que se pudo ver en todo el campeonato, donde vencieron los ingleses por el marcador de 19-7. Lienert-Brown jugó 5 partidos siendo titular en cuatro de ellos, como fueron las dos eliminatorias ante Irlanda e Inglaterra.Además anotó dos ensayos en el partido contra Namibia

#### Participaciones en Copas del Mundo
| Mundial                       | Sede  | Resultado     | PJ | Tries |
| ----------------------------- | ----- | ------------- | -- | ----- |
| Copa Mundial de Rugby de 2019 | Japón | Tercer puesto | 5  | 2     |

## Palmarés y distinciones notables
- Rugby Championship 2016
- Rugby Championship 2017
- Rugby Championship 2018